# دفنة (صفد)
دَفْنَة قرية فلسطينية صغيرة مهجرة في قضاء صفد على بُعد 34 كيلومترًا شمال شرق صفد. كان عدد سكانها نحو 360 نسمة في عام 1938، ولاحقًأ في 3 مايو 1939 طُردوا من القرية جراء بيع المالك الإقطاعي أراضي القرية إلى الصهاينة الذين أقاموا على أرضها مستعمرة دفناه.

## أصل التسمية
يُقال أنها كلمة يونانية قديمة تعني شجر الغار، وقامت على أرضها في العهد الروماني قرية عرفت باسم "دافنه".

## الجغرافيا
تقع القرية على ارتفاع 160 مترًا عن سطح البحر، وتبعد عن مدينة صفد حوالي 34 كم إلى الشمال الشرقي قرب الحدود السورية ويقابلها تل العزيزيات في هضبة الجولان. يمر بالقرب منها رافدا نهر الأردن، نهر اللدان من الشرق الحاصباني من الغرب.
يُحيط بالقرية من الشمال قرية خان الدوير، ومن الشرق الأراضي السورية، ومن الجنوب قرية المنصورة ومن الغرب قرية الخصاص.

## التاريخ
أعطت الحكومة العثمانية امتيازًا لاستصلاح أراضي مستنقعات الحولة لإحدى الأُسر اللبنانية ولما عجزت عن تنفيذ الامتياز باعت الامتياز إلى شركة “هاخشرت هايشوب” الصهيونية في فلسطين عام 1934.
لاحقًا في الأعوام التالية طُرد السكان العرب من قرى منطقة الامتياز، ومنها دفنة عام 1939 وقرى خان الدوير ومداحل والمنشية وحقاب والمطلة.
تشير مصادر صهيونية إلى أن عائلة فرنسيس التي كانت تعيش في حاصبيا في لبنان كانت تملك 5,700 دونمًا في محيط القرية، وقد جرت مفاوضات بين الصندوق القومي اليهودي ومالكي الأرض والأهالي تضمنت كذلك كيفية تعويض الفلاحين.
في بداية عام 1939 شن عرب الفضيل هجومًا على القرية وطردوا السكان منها إلى القرى المجاورة وإلى لبنان، وتشير المراسلات الصهيونية إلى أن «القرية أصبحت مهجورة وأرضها خراب، والفرصة سانحة لشراء الأرض خالية من الفلاحين».
بلغ عدد اليهود في هذه المستوطنة سنة 1965 نحو 550 مستوطن معظمهم من بولونيا وألمانيا وليتوانيا.

## السكان والاقتصاد
بلغ عدد سكان القرية في إحصاء 1931 حوالي 319 نسمة.
بلغ عدد سكانها عام 1938 نحو 362 نسمة، وعمل معظمهم في الزراعة وتربية المواشي، وكانت تنتج الحبوب ولا سيما القمح، والتين والرمان والحمضيات.